# Nowa Wieś Lęborska (gmina)
La gmina de Nowa Wieś Lęborska est une commune rurale de la voïvodie de Poméranie et du powiat de Lębork. Elle s'étend sur 270,39 km² et comptait 13.517 habitants en 2016. Son siège est le village de Nowa Wieś Lęborska.

## Siège

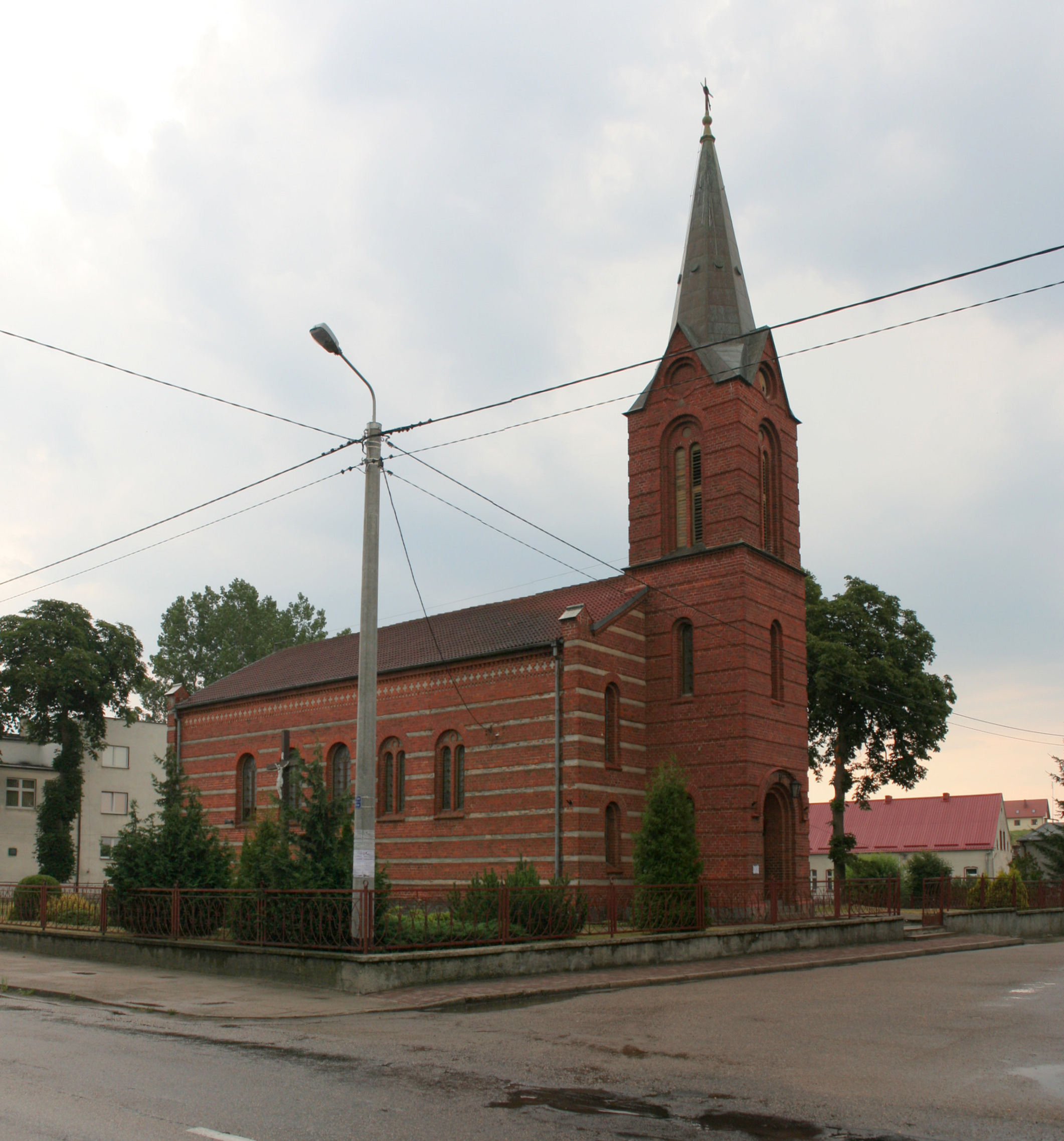
Église de Nowa Wieś Lęborska.

Nowa Wieś Lęborska, le siège de la gmina, se situe environ 2 kilomètres au nord-ouest de Lębork et 52 kilomètres à l'ouest de Gdańsk, la capitale régionale.
Il comptait 2 188 habitants en 2006.

## Villages
La gmina de Nowa Wieś Lęborska comprend les villages et localités de Bąkowo, Bąsewice, Brzezinki, Chocielewko, Czarnówko, Darżewo, Darżkowo, Dziechlino, Garczegorze, Jamy, Janisławiec, Janowice, Janowiczki, Kanin, Karlikowo Lęborskie, Kębłowo Nowowiejskie, Kozołęka, Krępa Kaszubska, Laska, Łebień, Lędziechowo, Leśnice, Łówcze, Lubowidz, Ługi, Małoszyce, Mosty, Niebędzino, Nisko, Nowa Wieś Lęborska, Obliwice, Piotrowo, Piskowa, Pogorszewo, Pogorzele, Pogorzelice, Redkowice, Rekowo Lęborskie, Rozgorze, Rybki, Rybnik, Tawęcino, Wilkowo Nowowiejskie, Wypichowo et Żelazkowo.

## Villes et gminy voisines
La gmina de Nowa Wieś Lęborska est voisine de la ville de Lębork et des gminy de Cewice, Choczewo, Główczyce, Łęczyce, Potęgowo et Wicko.